# Macrosteles osborni
Macrosteles osborni är en insektsart som beskrevs av Jean Dorst 1931. Macrosteles osborni ingår i släktet Macrosteles och familjen dvärgstritar. Inga underarter finns listade i Catalogue of Life.